# Réseau Socrate
Le Réseau Socrate en Belgique occupée était un réseau de résistance civile durant la Seconde Guerre mondiale. Ce service allait unifier et financer l’aide en territoire occupé aux réfractaires au service du travail obligatoire (STO) en Allemagne, mais aussi aux juifs, aux familles des condamnés pour fait de résistance, et également la coordination du financement de la résistance armée.

## Contexte
Le 6 mars 1942, un décret de l’occupant allemand établissait l’intégration complète de l’économie belge dans celle du IIIe Reich. Le 6 octobre 1942, le commandement militaire allemand pour la Belgique et le Nord de la France promulgua une autre ordonnance établissant le service du travail obligatoire (STO) en Allemagne pour tous les hommes de 21 à 50 ans et toutes les femmes célibataires de 21 à 35 ans. Le gouvernement belge Pierlot-Spaak exilé à Londres, ayant appris que des mouvements sociaux et politiques, divers mouvements de résistance, et en premier lieu des organisations de jeunesse tels que la Jeunesse ouvrière chrétienne (JOC) s’attelaient à secourir tant bien que mal les travailleurs réfractaires au service du travail obligatoire en Allemagne, voulut encourager et coordonner toutes ces initiatives en les soutenant financièrement. C'est dans ce but que la Sureté de l'État et le Special Operations Executive (SOE) britannique organisèrent plusieurs missions en Belgique occupée qui aboutirent en septembre 1943 à la constitution du Réseau Socrate. Ce réseau de résistance allait rapidement unifier et financer efficacement en territoire occupé l’aide aux réfractaires au service du travail obligatoire (STO) en Allemagne, mais aussi aux juifs, aux familles des condamnés pour fait de résistance, et également coordonner le financement de la résistance armée et civile.

## Historique de mise en place
Les missions décidées par le gouvernement belge en exil à Londres furent confiées à la Sureté de l’État et au Special Operations Executive (SOE) étant donné qu’elles allaient entraîner des prises de contact avec des personnalités et des organisations en territoire occupé. Ces missions secrètes s’inscrivaient dans la politique générale de sabotage au sens large du terme : sabotage de la production industrielle et par là de l’effort de guerre allemand. En l’occurrence, il ne s’agissait donc pas de sabotage direct de l’outil industriel de production, mais plutôt de l’application de la "go-slow policy" prônée par le commandement allié, c’est-à-dire essayer de ralentir l’effort de guerre allemand en encourageant les ouvriers spécialisés à ne pas mettre leurs compétences et savoir-faire à la disposition de l’ennemi.  La toute première mission belge de ce genre fût confiée à Oscar Catherine,, parachuté le 21 janvier 1942. Celui-ci faisait partie de la Jeunesse ouvrière chrétienne (JOC). Arrêté sur dénonciation en janvier 1943, il survécut à une longue captivité à Dachau. Deux autres missions, Dingo en novembre 1942 (Léon Harniesfeger, métallo à Charleroi et délégué principal de la Fédération du travail de Belgique (FGTB) et Briquet en avril 1943 (Désiré Brichaux, radio-technicien à Philippeville, secrétaire de la Ligue des Travailleurs Chrétiens), se soldèrent pour l’une par un demi succès et pour l’autre par un échec, Brichaux alias Briquet se tuant lors de son parachutage.
Toutefois, c’est la mission Claudius-Tybalt qui fut effectivement à la base de la création du service et réseau Socrate.  Parachutés en Belgique en juillet et septembre 1943, Philippe de Liedekerke (Claudius) et André Wendelen (Tybalt) étaient chargés par le gouvernement belge exilé à Londres de prendre contact avec les grandes organisations de résistance, et plus particulièrement avec Fernand Demany, chef du Front de l'Indépendance (FI). La mission Claudius-Tybalt était d’ailleurs intitulée officiellement "mission FIL", d’après la dénomination complète de Front de l’Indépendance pour la Libération du Pays.
William Ugeux, directeur du Service de Renseignements et d’Actions à la Sûreté de l'État à Londres, avait suggéré à Philippe de Liedekerke (Claudius) et André Wendelen (Tybalt) de contacter son ami Raymond Scheyven, un jeune docteur en droit bruxellois et directeur de la Banque Allard, en vue de lui confier la coordination de l’aide aux réfractaires. Ils lui proposèrent d’emblée « d’être  le représentant gouvernemental chargé de distribuer et de surveiller l’emploi des fonds mis à la disposition des mouvements de résistance et plus spécifiquement des mouvements d’aide aux réfractaires au STO ». Les deux agents de la Sureté de l’État désignèrent Scheyven  sous le nom de code "Socrate", qui devint d’ailleurs le nom du réseau qu’il fut appelé à diriger. La tâche de Socrate consistait principalement à remettre à Fernand Demany du FI les fonds nécessaires et à en contrôler la distribution.

### Réseau Socrate, Front de l’Indépendance et Jeunesse Ouvrière Chrétienne (JOC)

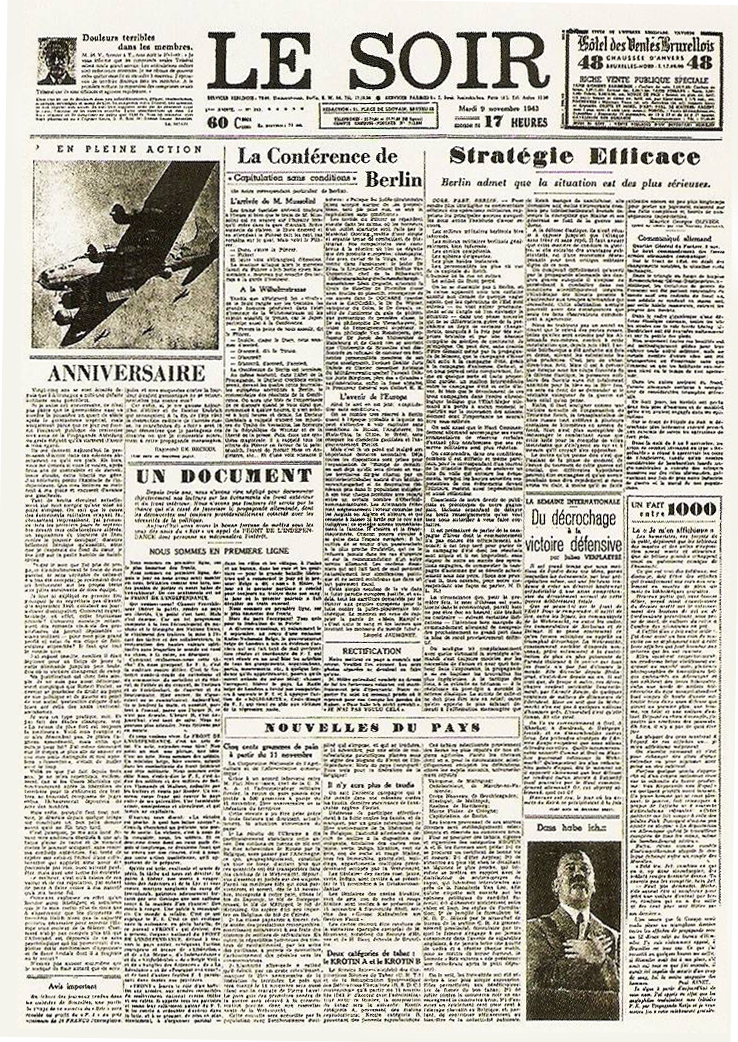
Le Faux Soir du 9 novembre 1943.

Le gouvernement belge exilé à Londres avait décidé quelque peu tardivement (un an après l’introduction du travail obligatoire en Allemagne) d’organiser le financement de l’aide aux réfractaires. Dans ce domaine précis, sa politique ne correspondait plus tout à fait avec la réalité de la Belgique occupée où la pratique visant à se soustraire aux convocations de la Werbestellen (bureau de recrutement du travail obligatoire en Allemagne) avait été largement développée par ce peuple frondeur. Les actions développées par des organisations de résistance, des mouvements politiques et sociaux, ainsi que des mouvements de jeunesse avaient largement devancé l’action du gouvernement. Il n’en reste que la nécessité de coordonner les initiatives individuelles et collectives, et de créer un organisme unifié d’aide financière aux réfractaires devenait impérative, compte tenu de la gravité et de l’ampleur du travail obligatoire en Allemagne.
Selon certains,, le gouvernement fit une deuxième erreur d’appréciation en voulant d’emblée s’appuyer uniquement sur le Front de l'Indépendance (FI). Très actif, le FI avait comme but de réunir les Belges de toutes opinions et tendances, toutefois le seul parti qui y adhéra en tant que tel fut le Parti communiste de Belgique à partir de juin 1941. L’intense activité de diffusion de nombreuses publications clandestines par le FI culmina le 9 novembre 1943 par la publication du Faux Soir. Le Faux Soir fut un faux numéro du journal. Utilisant contre l'occupant nazi l'arme de l'humour et de la dérision, le Faux Soir fut, outre un acte de résistance qui coûta la vie à certains de ses acteurs, une illustration de l'esprit de dérision belge et de la Zwanze bruxelloise (du mot brabançon " radotage"), qui est cet humour gouailleur appartenant à la culture populaire de Bruxelles. Mais à côté d’actions certes spectaculaires et d’un franc désir d’unifier la résistance, d’autres dirigeants communistes du FI manifestaient aussi une très claire volonté de rénovation de la Belgique de l’après-guerre dans un sens plus "démocratique". Raymond Scheyven (Socrate) estimait quant à lui que le FI était de tendance trop communiste. C’est pour cette raison qu’il s’opposa, dès ses premiers contacts clandestins avec Philippe de Liedekerke (Claudius) et André Wendelen (Tybalt), à ce qu’il considérait comme un monopole injustifié accordé au FI; ce qui risquait, dans son esprit, de favoriser un glissement de la société belge vers l’extrême gauche après la guerre. Ce qu’il ne souhaitait évidemment pas. À posteriori, les inquiétudes de Scheyven peuvent apparaître quelque peu disproportionnées quand on fait sereinement le relevé des délégués provinciaux du FI. Ne citons que deux noms : d’abord, celui du professeur Léon-Ernest Halkin, délégué du FI pour la province de Liège, il dirigea le réseau Socrate de la même province. À la suite d'une dénonciation, il fut arrêté le 17 novembre 1943 et interné à Breendonck, Gross-Rosen, Dora-Nordhausen. Rescapé, il écrivit en 1985 le livre A l’ombre de la mort préfacé par François Mauriac. Halkin, profondément chrétien et wallon de cœur, écrivit également un important article intitulé La Wallonie devant l’histoire publié dans La Cité chrétienne du chanoine Jacques Leclercq. Le second nom est celui de Norbert Hougardy, membre du bureau permanent du FI chargé du financement et des contacts extérieurs, il fut sénateur libéral de 1956 à 1976. Toutefois, certains historiens jugent sévèrement le FI, lorsqu’ils mentionnent que « Scheyven constata dans la pratique que le FI abusait souvent de sa position de monopole pour favoriser les réfractaires issus de ses propres rangs. Il obtiendra que le service Socrate distribue dorénavant l’argent disponible par le biais de tous les grands groupes de Résistance, mais aussi par le biais d’organisations ouvrières, comme la Jeunesse Ouvrière Chrétienne (JOC) et les syndicats clandestins, afin que tous les réfractaires sans distinction reçoivent le soutien nécessaire ».

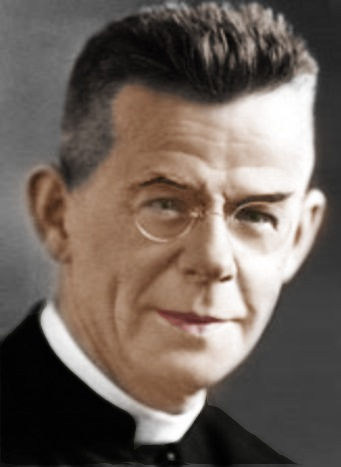
Joseph Cardijn.

Il n’empêche que, convaincu qu’il fallait briser le monopole accordé au FI, Scheyven s’appuya délibérément sur les organisations sociales traditionnelles : partis, syndicats socialistes, libéraux et chrétiens, ainsi que la JOC/KAJ. Cette dernière était une des organisations de toute première ligne qui allait permettre grâce au financement par Socrate l’intensification de l’aide qu’elle avait déjà initiée pour les réfractaires au STO depuis octobre 1942. En fait, la résistance au sein de la JOC était active depuis 1940 malgré la frilosité initiale de son fondateur, le chanoine Joseph Cardijn, face à l’occupant, mais aussi face à la hiérarchie malinoise personnifiée par le Cardinal Van Roey  peu enclin à témoigner du même courage que son illustre prédécesseur de 1914-1918  le Cardinal Mercier. Dès 1940, la JOC s’était largement impliquée dans l’aide au rapatriement des réfugiés après l’exode de mai 1940, ainsi qu’aux familles des prisonniers militaires en Allemagne.
Certains dirigeants de la JOC, dont son président francophone Victor Michel, s’étaient opposés dès octobre 1940 à la constitution d’un syndicat unique, l’UTMI (Union des Travailleurs Manuels et Intellectuels). Ce syndicat fut créé en novembre 1940 par Henri De Man, chef du Parti Ouvrier Belge (POB) avec la collaboration active d’influents syndicalistes chrétiens tels August Cool et Paul-Willem Segers,.  Victor Michel s’opposa aussi à l’implication de la JOC dans la constitution en juillet 1940 par Henry Bauchau du Service des Volontaires du Travail pour la Wallonie (SVTW). Ces deux organisations (l’UTMI et SVTW) allaient rapidement tomber sous l’obédience  de l’occupant. 6,7  L’abbé Cardijn ne se ralliera à la position de Victor Michel qu’en 1941. Il est clair que dès le début de l’occupation de la Belgique, Victor Michel ne s’était pas trompé dans ses choix, contrairement à August Cool, Paul-Willem Segers et Henry Bauchau.

### Réalisations de la JOC depuis 1940 et coordination par Socrate en 1943
Il existait en Belgique des organisations de résistance civile, bien antérieures à la mission Claudius-Tybalt d’août 1943; ces organisations facilitèrent grandement le travail de Socrate pour le recrutement d’agents de renseignement et d’action sur le sol national. En effet, sur le terrain, des structures de base avaient déjà été constituées, entre autres, des mouvements d’entraide pour les travailleurs déportés et pour les réfractaires restés en Belgique. Pour ce qui concerne plus spécifiquement le monde catholique belge et malgré les réticences et la prudence de la hiérarchie de l’Église, la JOCavait participé dès juin 1940 à l’aide au retour des réfugiés de l'exode de mai 1940, à l’entraide alimentaire pour les jeunes travailleurs les plus démunis, à l’aide aux prisonniers de guerre, et la poursuite des activités de formation culturelle et intellectuelle des jeunes travailleurs chrétiens.  Parallèlement à cette action éducative et morale, la JOC développa aussi une action de résistance civile comportant notamment la fourniture à des clandestins de cartes de ravitaillement, dérobées à l’imprimerie qui les fabriquait ; l’établissement de fausses cartes d’identité pour couvrir des Juifs  et des réfractaires. Ajoutons qu’à la même époque, la JOCjoua aussi un rôle très actif dans l’hébergement d’enfants et d’adolescents juifs, dont le home de Schaltin est un exemple bien connu.  Marcel Liebman, auteur de Born Jewish – A childhood in occupied Europe en parle avec humour et reconnaissance. Une partie des fonds attribués par Scheyven à la JOCpar l’intermédiaire de Victor Michel sera "détournée" vers l’aide clandestine aux enfants et adolescents juifs cachés dans les homes de la JOCétablis pour les « cures d’enfants anémiés ».

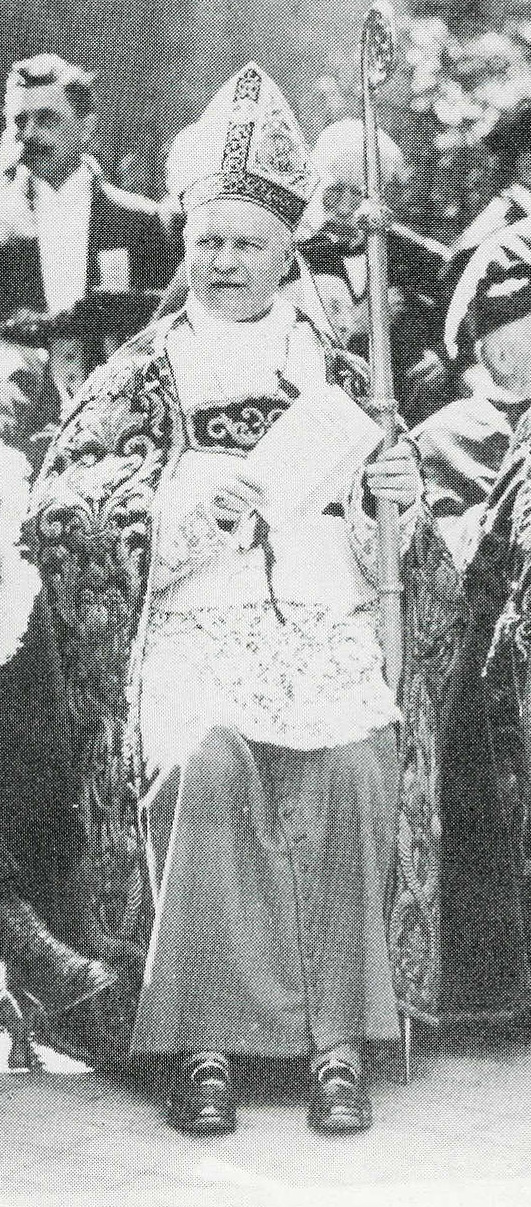
Le cardinal Joseph-Ernest Van Roey (1874-1961).

La structure générale du mouvement était laissée dans l’ignorance de ces actions. Seuls l’abbé Joseph Cardijn, aumônier général de la JOCet les deux présidents Victor Michel et Joseph Deschuyffeleer, ainsi qu’un nombre limité de dirigeants en prenaient la responsabilité de manière à ne pas compromettre l’ensemble du mouvement jociste. Un cloisonnement interne des responsabilités était également prévu pour empêcher les "fuites" accidentelles ou les éventuels aveux sous la torture en cas d’arrestation. L’engagement sera poussé si loin par l’abbé Firquet de la JOC de Huy qu’il sera fusillé à l’été 1942 (la première victime d’une longue liste). La Centrale Jociste près de la Gare du Midi à Bruxelles était la plaque tournante de ce que l’abbé Cardijn, aumônier général de la JOC, appellera plus tard des "activités discrètes".  Moins discrète allait être la résistance morale qui s’installa contre l’occupant lorsque celui-ci commença à exercer un contrôle des mouvements de jeunesse autres que ceux qui se réclamaient de l’Ordre Nouveau.  En 1940 et 1941, le cardinal Van Roey, primat de Belgique, convoqua à plusieurs reprises Victor Michel pour lui faire le reproche que le mouvement jociste prenait de grands risques et en faisait courir de tout aussi grands à l’ensemble de l’Action Catholique en organisant des réunions non officiellement autorisées par l’occupant. L’esprit de résistance du cardinal Mercier en 14-18 ne soufflait plus guère à Malines. Van Roey n’avait pas le courage et l’esprit de décision de son grand prédécesseur : il estimait que les réunions "purement religieuses" des jocistes devaient se tenir dans les sacristies des églises ! Lors de sa  première entrevue avec le Cardinal dès l’automne 1940, Victor Michel fit valoir que la JOC était d’abord un mouvement d’apostolat laïc s’adressant à tous les jeunes ouvriers, croyants et incroyants ; le mouvement jociste ne pouvait dès lors s’isoler dans les lieux réservés au culte. Plus libre de mouvements et de paroles que l’abbé Cardijn face à la hiérarchie catholique, Michel s’opposa alors fermement à cette "mentalité des catacombes". La JOC s’en tiendra ultérieurement à cette règle simple et n'hésitera pas à travers ses membres et ses structures à entrer dans les mouvements de résistance, dont le réseau Socrate. Elle apportera d'emblée au réseau Socrate son expérience de l'action clandestine et sa connaissance du monde ouvrier et de la jeunesse réfractaire au STO. Rappelons que nombre de jocistes ont été arrêtés et exécutés à la suite des activités qu'ils avaient librement choisies et acceptées au sein de la Résistance. Lors d’une réunion non autorisée, les abbés Cardijn et Magnus, ainsi que les deux présidents de la jeunesse ouvrière chrétienne Victor Michel (JOC) et Joseph Deschuyffeleer (KAJ) furent arrêtés par la Gestapo et enfermés à la prison de Saint-Gilles le 11 juin 1942 après interrogatoire « prolongé » au 510 de l’avenue Louise et à la rue Traversière de sinistre mémoire. Cardijn partagera sa cellule à partir du 1er juillet 1942 avec, entre autres, Arthur Haulot, président des jeunes gardes socialistes.  Question compagnie, Victor Michel eu moins de chance, car il fut mis au secret et ensuite enfermé au milieu de trente prisonniers dont la plupart était de droit commun. En fait, l’analyse du dossier judiciaire et du dossier d’obtention du statut de prisonnier politique de Victor Michel nous apprend que celui-ci fut arrêté par la Geheime Feldpolizei (le bras séculier du service de contre-espionage de l'Abwehr) non pas le 11 juin, mais le jour de Pâques soit le 5 avril 1942, c’est-à-dire trois mois avant Cardijn, Magnus et Deschuyffeleer. Son arrestation ne fut enregistrée officiellement par la Sicherheitspolizei (la SIPO regroupant la Gestapo et la Kriminalpolizei) que lorsque son cas fut joint à celui des trois autres le 1i juin 1942. Bel exemple de « disparition bureaucratique » dans le dédale des multiples administrations policières nazies.

### Ordonnance sur le STO en octobre 1942

Administration militaire de la Belgique et du Nord de la France.

Le 6 octobre 1942, l'administration militaire allemande (Militärverwaltung) pour la Belgique et le Nord de la France promulgua l'ordonnance établissant le travail forcé en Allemagne pour tous les hommes de 21 à 50 ans et toutes les femmes célibataires de 21 à 35 ans. Le terreau était prêt pour que la JOC intensifie immédiatement l’aide aux travailleurs réfractaires et à certains nœuds de résistance. Les jocistes flamands s’illustreront principalement dans l’action clandestine en Allemagne tandis que du côté bruxellois et wallon, la JOC et JOCF s’engageront surtout dans l’action préventive, avant l’embrigadement des jeunes travailleurs afin d’éviter qu’ils ne partent en Allemagne, et s’occuperont des réfractaires cachés en Belgique. Par exemple, la JOCF lança une circulaire portée de la main à la main par les dirigeantes nationales et régionales qui les remettaient à des travailleuses ou à des résistants. Le texte disait clairement : « On ne part pas, sous aucun prétexte » et on ajoutait verbalement : « Nous avons de quoi vous loger, vous donner d'autres cartes d'identité et des timbres de ravitaillement». Jusqu'au seuil des Werbestellen, les dirigeantes JOCF vont convaincre les jeunes travailleuses de ne pas partir. Plusieurs de ces courageuses jocistes seront arrêtées. La Centrale Jociste était devenue alors une véritable fourmilière d’activités de Résistance (fabrication et dépôt de vraies fausses cartes d’identité, accueil de prisonniers évadés et de réfractaires, service aux prisonniers en Allemagne, organisation du rassemblement des enfants et adolescents anémiés, dont de nombreux enfants juifs - pour les cures à la campagne…),.
Malgré ou à cause de ces nombreux actes individuels et collectifs de résistance et de solidarité, le fossé va s’élargir un peu plus entre les organisations de base de la Résistance et les "élites" de Royaume. Mais à la suite de l'ordonnance du 6 octobre 1942, magistrats et avocats, évêques et finalement le cardinal Van Roey lui-même (d’abord dans une correspondance privée au gouverneur militaire, le général von Falkenhausen, ensuite dans une lettre pastorale le 21 mars 1943) vont finalement réagir aux décisions de l'occupant .
Le roi Léopold III quant à lui restera silencieux sur la question. Louis Fredericq, chef de cabinet du roi, déclara que le roi avait protesté par lettre auprès d’Hitler le 3 novembre 1942 et qu’il ne convenait pas de « livrer telle quelle à la publicité » pareille lettre. Car la chose n’aurait pas été « conforme aux traditions des correspondances entre chefs d’État ». Le même mois, Hitler enverra un message au roi, dans lequel il justifie les déportations de travailleurs  « au nom de la construction de la nouvelle Europe…».  Encore plus pathétique est le fait que quelques semaines plus tard, le roi se ralliera : « sur les conseils de son entourage royal, à l’expédient mesquin d’une lettre adressée au docteur Nolf (directeur de la Croix-Rouge de Belgique), lettre que le roi désirait voir répandre sous le manteau, mais en se réservant de déclarer aux Allemands qu’elle avait un caractère strictement personnel et que sa diffusion était due à une fuite dans les services de la Croix-Rouge. Tel fut, dans la grande misère de nos travailleurs amenés en esclavage à l’ennemi, l’unique geste d’un roi "resté en Belgique pour protéger son peuple"». Ceci confirme l’isolement et l’impuissance politique où se trouvait réduit Léopold III. « Tout le monde en convient désormais, à commencer par le Cardinal, échaudé depuis le mariage royal (en septembre 1941). En juillet 1942, le prélat ne proclamait-il pas devant un aréopage de personnalités catholiques "qu’il fallait soutenir le roi pour la monarchie mais non pour lui". Et d’ajouter qu’"on l’avait placé beaucoup trop haut... Ce n’était qu’un homme", avant de conclure, sévère, que "la fonction avait été sans conteste compromise par le titulaire" ».

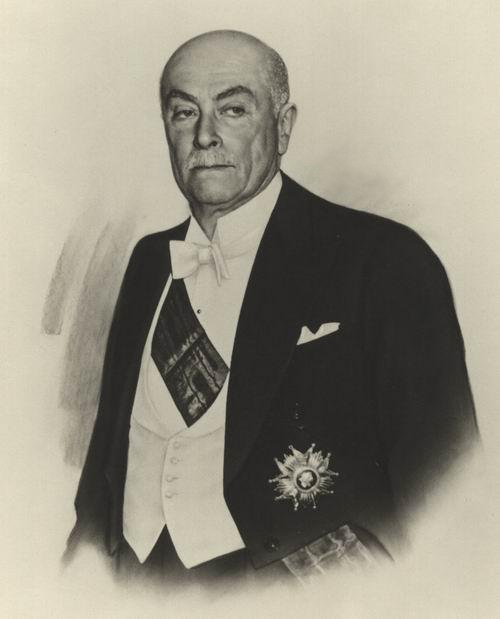
Le premier ministre Hubert Pierlot.

Du côté du nonce apostolique (en), Monseigneur Clemente Micara, la témérité ne sera pas plus impressionnante qu’à Laeken ou Malines; mais une lâcheté explique peut-être l’autre ! Etonnant revirement cependant que celui de Monseigneur Clemente Micara qui avait pourtant joué un rôle essentiel pour attirer, dès 1925, l’attention du Pape Pie XI sur les intuitions et les démarches de l’abbé Cardijn pour rendre à l’Église la classe ouvrière. Cardijn et la JOC n’avaient pas beaucoup suscité l’intérêt du cardinal Mercier, le cardinal philosophe prédécesseur de Van Roey. C’est, en fait, Micara qui obtint pour Cardijn une mémorable audience par Pie XI en mars 1925. Le Pie XI de l'Encyclique "Mit brennender Sorge" peu suspect de sympathie pour le nazisme.
Dans ses Mémoires, André de Staercke,16 chef de cabinet à Londres du premier ministre belge Hubert Pierlot de 1940 à 1945 et après la libération secrétaire du Prince Régent Charles, parlant de l’attitude de l’Église à l’égard du gouvernement belge à Londres et de l’ordonnance d’octobre 1942, ne pourra s’empêcher de brocarder l’attitude adoptée de 1940 à 1945 par le nonce Micara, dont « l’"ondulation permanente" et "la ballerine religieuse" personnifient la duplicité cléricale ». Et de Staercke, ce catholique formé par les Jésuites de Gand et Namur, de conclure par une formule assassine : « Si Dieu est pour les faibles, on ne peut compter sur l’Église que quand on est fort. »

### Organisation du réseau Socrate et les "bons de l’emprunt Socrate"
Au sein du comité national "Socrate " qu’il avait constitué, Raymond Scheyven avait réuni des personnalités appartenant aux trois grands partis politiques, ainsi qu’aux organisations syndicales et patronales. À côté du comité national, Scheyven-Socrate avait désigné un responsable dans chaque province. Il était indispensable dans ce type d’action clandestine de ne pas multiplier les agents du réseau, afin de ne pas éveiller l’attention de l’occupant et de réduire les risques de fuite et d’arrestation. Le réseau Socrate recruta dès lors la majorité de ses membres dans les mouvements de Résistance civile et armée déjà opérationnels. Il y avait une autre raison justifiant ce type de recrutement, à savoir que les réfractaires au travail obligatoire venaient chercher aide auprès de ces mouvements. L’aide financière du réseau Socrate pouvait ainsi les atteindre plus largement et plus facilement. Ce sont Claudius et Tybalt, à savoir Philippe de Liedekerke et André Wendelen, qui mirent Scheyven (Socrate) en contact avec Victor Michel dès le début de leur mission en Belgique occupée.  

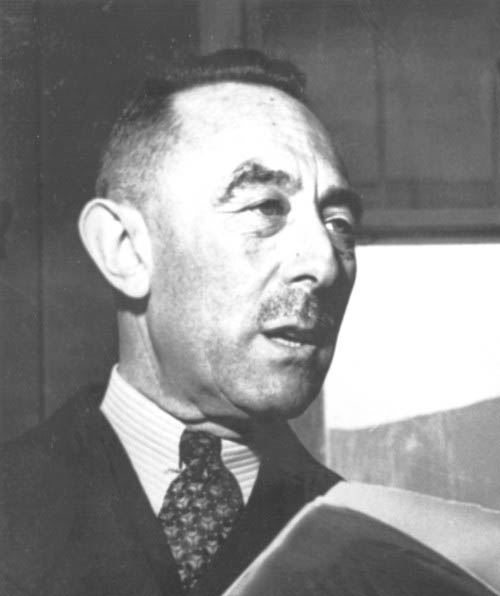
Camille Gutt, ministre des finances (1940-1945).

Le modus operandi du financement des mouvements de Résistance par le réseau Socrate a donné lieu à plusieurs interprétations. Dans sa préface de l’étude consacrée au financement de la résistance armée en Belgique de 1940 à 1944, le premier intéressé et le mieux informé – Raymond Scheyven alias Socrate – est pourtant très clair : « J’avais d’abord pensé que la Banque Nationale pourrait imprimer des "faux-vrais " billets de banque. On m’assura que la chose était tout à fait impossible. Je n’en ai jamais été totalement convaincu ; il aurait fallu, bien entendu, pour ce faire, obtenir les complicités indispensables. […] Enfin et surtout, j’avais réclamé des certificats du trésor signés par Monsieur Camille Gutt, ministre des Finances, qui se trouvait à Londres.17 J’étais convaincu, en effet, que, grâce à mes fonctions de directeur de banque, il me serait possible d’en vendre à concurrence de plusieurs dizaines, voire plusieurs centaines de millions. […] L’on m’annonça, de Londres, l’arrivée d’un nouveau parachutiste, en la personne d’"Agnès", qui n’était autre que le major Idesbald Floor.  J’attendais tout de cette rencontre. Et cependant, ce que m’apportait Idès Floor était particulièrement décevant. D’abord, il ne m’apportait pas ce que je réclamais depuis un an avec tant d’insistance : des certificats du trésor signés par Monsieur Gutt. […] En lieu et place de ces bons du trésor, Idès floor m’apportait une procuration qui m’autorisait à contracter en territoire occupé tout emprunt pour le compte du gouvernement belge de Londres. Mais c’était plus facile à dire qu’à faire, d’autant plus que la procuration qui m’était donnée par le gouvernement de Londres était signée, non pas par Monsieur Camille Gutt, ministre des Finances, mais par Monsieur Antoine Delfosse, ministre de la Justice. Certes, Monsieur Delfosse, en sa qualité de ministre de la Justice, était responsable de la Sureté de l’État, service dont je dépendais. Mais, il va de soi que, comme il s’agissait de questions financières, cette procuration aurait gagné à être contresignée par monsieur Gutt. Nous étions peu informés en Belgique de ce qui se passait exactement à Londres au sein du gouvernement belge, mais il se disait que des divergences de vues existaient entre les ministres. Le fait, dès lors, que cette procuration ait été signée par Monsieur Delfosse et non par Monsieur Gutt, pouvait laisser croire, soit que Monsieur Gutt n’avait pas été averti par son collègue, soit que ce dernier agissait sans l’accord du ministre des Finances'. Ceci réduisait presque à néant la valeur de la procuration dont Idès Floor était porteur.'[…] Puisqu’on ne m’avait pas envoyé les certificats du trésor que j’attendais, eh bien, je fabriquerais moi-même les certificats du trésor que j’attendais. Je m’étais rendu, à cet effet, dans un bureau de poste pour y acheter des feuilles de papier timbré. Ainsi, à défaut de bons du trésor signés Gutt, j’en établirais au nom de Socrate. Mais comme la seconde signature ne valait évidemment pas la première, j’imaginai un système de caution indirecte grâce auquel chaque candidat prêteur sollicité pourrait avoir  l’occasion d’entendre à la radio (BBC) "son" message personnel. Cela lui permettrait, d’abord, d’avoir l’assurance que j’étais bien en contact avec Londres, mais cela lui, donnerait, aussi, l’impression que sa participation à l’effort de Résistance se trouverait en quelque sorte "officialisée". Je crois que ce fut psychologiquement fort important et que cela contribua pour une grande part au succès de l’emprunt Socrate. […] Au lendemain de la libération, j’obtins de Monsieur Gutt, ministre des Finances – qui allait être de 1946 à 1951, le premier directeur général du Fonds Monétaire International – que les "bons Socrate" soient remboursés par la Banque Nationale après que j’y eus apposé la mention suivante : "Bon à payer à Monsieur…(nom, prénoms, adresse) la somme de…" ».  La somme totale récoltée par les "bons Socrate" fût de 183.690.000 francs belges ; 159.740.000 francs furent distribués ; le solde de 30.950.000 francs fût remis par Scheyven à la Sureté de l’État au lendemain de la libération.
Scheyven-Socrate attribua  le succès de l’emprunt Socrate en territoire occupé au « sens du patriotisme ; à l’esprit de résistance ; à l’aide de mon oncle Albert-Edouard Janssen, ancien directeur de la Banque Nationale et ancien ministre des Finances, président d’une des plus importants banques du pays ; à la collaboration de Monsieur Ludo Peten, important agent de change à Bruxelles ». Mais Scheyven, le banquier, reconnut aussi que sentant le vent tourner « des industriels avaient des disponibilités importantes en raison de la liquidation de leurs stocks.» Si Scheyven ne faisait pas totalement l’impasse sur le fait que l’esprit de Résistance de certains prêteurs était directement lié à l’augmentation des victoires alliées et au fait que la victoire semblait changer de camp, il souligna, magnanime jusqu’au bout, que même ces prêteurs de la onzième heure « couraient des risques graves. »  Et d’ajouter plus prosaïquement et assez cyniquement : « Que l’un ou l’autre de mes bailleurs de fonds ait eu maille à partir avec la Justice après la libération, c’est vrai, mais tant d’industriels et de financiers ont été l’objet de poursuites au lendemain de la guerre. Ce qui importe, c’est que chacun des prêteurs ait vu l’action judiciaire  menée contre lui se clôturer, soit par un non-lieu du Parquet, soit par un acquittement du tribunal.  Par contre, je reconnais volontiers que, même si les prêteurs – à l’exception d’un seul – ont abandonné tout bénéfice de change, ils n’en ont pas moins fait finalement une bonne, une très bonne affaire. Et j’ai tenu d’ailleurs essentiellement à ce qu’il en fût ainsi. En effet, j’ai obtenu de Monsieur Gutt, ministre des Finances, et de Monsieur Ansiaux, à ce moment directeur de la Banque nationale, que les prêteurs soient remboursés immédiatement et qu’ils le soient en francs libres et non en francs bloqués à concurrence de 60 ou de 40 % dans le cadre de l’opération Gutt.»
L’autre grand témoin situé en chair et en os à l’autre pôle du réseau Socrate est Victor Michel, le résistant clandestin porteur de valises de billets de banque au péril de sa vie et organisateur d'un réseau de distributeurs ne se connaissant pas les uns les autres. Il fut confronté dès 1940 à la rigide prudence du cardinal Van Roey , pour ne pas dire à l’opposition de la hiérarchie malinoise, alors même que les jocistes entrent très tôt dans les activités clandestines. L'abbé Cardijn, dont le désir d’actions de solidarité est grand en faveur des multiples infortunés du début de la guerre, se sent quelque peu bridé par son obligation de respect de la hiérarchie auprès de laquelle il n’a pas toujours été en odeur de sainteté. Il poussera ses "laïcs" dans le dos pour qu’ils bousculent le Cardinal. Michel, sommé plusieurs fois de venir se faire crosser à Malines, ira jusqu’à reprocher au Cardinal, sa "mentalité des catacombes" .  Lorsque Cardijn sortira de la prison de St-Gille en septembre 1942, c’est-à-dire moins d’un mois avant l’ordonnance du 6 octobre 1942 sur le travail obligatoire en Allemagne, il faudra encore douze jours pour libérer sous surveillance l’abbé Magnus, Joseph Deschuyffeleer et Victor Michel. Il apparaît clairement dans le témoignage de Michel, confirmé par d’autres sources dont les notes de prison de Cardijn, que le rôle de Malines dans leur libération est fort discret voire inexistant. Cardijn parlera même des « efforts qui auraient dû être faits… ». C’est lui qui remuera ciel et terre pour que ses trois compagnon de captivité soient libérés finalement douze jours plus tard allant jusqu’à menacer de se reconstituer prisonnier. Le verbatim du témoignage de Victor Michel par l'historien Frans Selleslagh du CEGES, le 3 décembre 1979  sur les raisons de leur libération éclaire de façon intéressante le climat socio-économique et politique dans la Belgique occupée en fin 1942, mais aussi l’évolution des esprits et des comportements des autorités du pays. L’éclairage est double : l’un porte sur l’autorité malinoise, l’autre sur celle de Laeken.
Le premier éclairage nous renseigne sur la persistante frilosité et passivité de la hiérarchie malinoise face à l’occupant au nom d’un moindre mal essentiellement orienté vers la sauvegarde de l’Institution. Cette frilosité et passivité conduiront même à laisser se développer une opposition "catholique" à l’action clandestine de la JOC. Michel décrit cela dans les termes suivants : « Pendant que nous étions en prison, il s’est développé toute une action à différents niveaux, et notamment au départ d’une organisation religieuse qui se trouvait rue de la Source, qui estimait que la JOC avait pris beaucoup trop de place et exposait l’ensemble de l’Action Catholique (AC) à être supprimée par l’occupant. Par conséquent, elle voulait réduire les activités de la JOC. Pendant une période, il semble que le Cardinal Van Roey ait prêté oreille à ce genre d’affaire. Et que même d’aucuns disaient : "Voilà, Cardijn et les dirigeants nationaux de la JOC ont fait de la provocation à l’occupant". Cette provocation à l’occupant ne peut qu’être très dommageable pour l’ensemble de l’AC et par conséquent, il faut y mettre un terme. Quand ces gens sortiront de prison – s’ils en sortent – il faut leur interdire de continuer leurs activités, telles en tout cas qu’ils les ont menées jusqu’à présent ». En quelque sorte, voilà une version très grenouille de bénitier de la sentence : "Protégez-moi de mes amis, je m’occupe de mes ennemis". Toutefois, la frilosité du cardinal Van Roey va commencer à s’estomper peu à peu après l’ordonnance du 6 octobre 1942 sur le travail obligatoire. C’est quasi à ce moment que Michel est libéré avec ces deux compagnons. Il écrit : « Je me rappelle que la semaine après notre sortie de prison, nous avons été invités chez le cardinal Van Roey, Jef Deschuyffeleer et moi-même. Nous y sommes allés. Le cardinal nous a salués comme des '"Confesseurs de la foi"' en disant : « Je vous remercie pour l’exemple que vous avez donné. C’est admirable la manière dont vous vous êtes comportés et je désire vous saluer comme des "Confesseurs de la foi". C’est très bien. Vous devez maintenant reprendre vos activités, mais prenez des précautions pour ne pas vous retrouver en prison à brève échéance ».
Il est intéressant de s’attarder quelques instants sur le titre de "Confesseurs de la foi" que le cardinal conféra fin 1942 à ceux qu’il avait régulièrement « crossé » depuis 1940. Le terme vient du latin Confessor fidei qui est un titre accordé par les églises catholiques et orthodoxes à certains saints ayant souffert à cause de leur foi sans être morts martyrs. Ce  terme a été ensuite étendu à tous les saints non martyrs. À défaut d’avoir été martyrs, Jef Deschuyffeleer et Victor Michel n’ont probablement pas bien perçu ce qui ressemblait quand même à un fameux mea culpa cardinalice, compte tenu de ce qu’étaient à l’époque la non réfutabilité des ukases du Cardinal et de l’emprise de la hiérarchie catholique. Michel, qui avait mis le Cardinal en garde dès l’automne 1940 contre les risques de "mentalité des catacombes", s’entendait conférer fin 1942 le titre de "Confesseurs de la foi".  Trente ans plus tard, il en riait encore lorsqu’il racontait cette péripétie comme un exemple patent de manifestation de la justice immanente. Cependant, il ajoutait sur un ton plus sombre et mélancolique que « la justice immanente finit toujours par se manifester, mais on n’est souvent plus là pour assister à sa manifestation ».
Mais pourquoi ce revirement du Cardinal ? Michel, magnanime vis-à-vis des hésitations du Cardinal, comme l’était Scheyven vis-à-vis des motivations de certains de ses bailleurs de fonds, donne un début de réponse quand il dit : « Je crois que d’une part, le Cardinal Van Roey avait compris que nous n’étions pas des provocateurs, mais que nous essayions simplement de faire ce que nous devions faire ; et que d’autre part, les dispositions imminentes qui allaient être prises – c’est-à-dire l’ordonnance allemande du STO – lui montraient que ce n’était pas en essayant d’être compréhensif et d’établir le dialogue avec les Allemands qu’on arrangerait quelque chose; qu’il fallait au contraire leur résister; qu’il fallait prendre des risques et que de toute manière le rouleau compresseur ne ferait que s’accentuer. C’est ce qui s’est passé. Alors, quand j’ai dû entrer dans la clandestinité, j’ai encore revu le Cardinal l’une ou l’autre fois, son attitude avait tout à fait changé, parce qu’il se rendait compte que vraiment nous avions compris à temps qu’il fallait prendre des mesures pour ne pas se trouver tout simplement compromis, et dans l’impossibilité de réagir à cause d’attitudes qui auraient été trop tolérantes vis-à-vis des Allemands. Il n’y avait pas 36 façons d’être. Il fallait tout de suite prendre position dans la Résistance, sinon de fil en aiguille, on se trouvait entraîné là où on ne voulait pas aller. Donc, je crois que l’attitude de l’autorité religieuse a assez fortement évolué. Je ne dis pas qu’à aucun moment le cardinal Van Roey cherchait la collaboration, pas du tout. Mais sur la manière dont il fallait traduire dans la Résistance les différentes actions qui étaient à mener, là évidemment il prêchait une prudence telle que finalement elle nous aurait empêchés d’agir. Donc, nous avons pris, nous, des responsabilités et des libertés ; ça a été critiqué par un certain nombre de catholiques […] Il fallait prendre parti. Si on ne prenait pas parti, on était progressivement neutralisé. Je crois donc que, y compris vis-à-vis d’un certain nombre d’autorités, il y avait des choix à faire. Ces choix ont été parfois très durs pour certaines personnes. Chacun sait évidemment que c’était beaucoup plus facile d’être résistant en 1943 qu’en 1940.» 
Le deuxième éclairage fourni par le témoignage de Michel porte sur sa perception de Léopold III et de son entourage. « En 1942, j’ai été convoqué au Palais de Bruxelles par le général van Overstraeten, aide de camp du Roi. Je lui ai dit que nous, en tout cas, nous nous organisions du côté de la JOC pour résister au travail obligatoire et pour permettre à tous ceux qui voulaient résister de le faire. Or il y avait à cette époque les Volontaires du Travail ; et le palais soutenait cette initiative. Comme nous étions opposés  à cette initiative des Volontaires du Travail, non au départ, car au départ, nous avions l’impression qu’on pourrait faire quelque chose, qu’il y avait quelque chose à faire. Sincèrement nous avions cherché à avoir des contacts positifs ; mais nous avons vu rapidement que ça risquait évidemment d’être un habillage pour pratiquement enrôler des jeunes dans des formations plus ou moins militaires et nous nous sommes alors carrément opposés ».
Comme le décrit très bien Alain Dantoing : en 1940, pour Cardijn la résistance morale était certainement préférable aux actions violentes. Il se montra ouvert aux initiatives nouvelles pour autant qu’elles ne soient pas anti-belges et ne menacent pas l’indépendance de la JOC. Il accepta ainsi que celle-ci prêta son concours au Service National des Volontaires du Travail (SNVT) créé par Henri Bauchau, dont parle Michel. Après la capitulation de l’armée belge, Bauchau avait rendu visite à Victor Michel, président national de la JOC et seul dirigeant national à être resté en Belgique, pour demander la collaboration du mouvement jociste au projet conçu par un groupe de jeunes intellectuels et d’officiers royalistes, de création de camps de travail. Michel refusa catégoriquement lui demandant d’attendre le retour d’exode de Cardijn. En août 1940, lorsque Cardijn fut rentré, Bauchau revint à la charge et obtiendra un accord le 8 octobre 1940. Selon Alain Dantoing, l’aumônier de la JOC assure un rôle de premier plan à son mouvement dans l’organisation du SNVT, tandis que Bauchau peut désormais puiser dans l’énorme réservoir de la JOC pour peupler ses camps de travail. Mais l’euphorie ne durera guère, car Henry Bauchau s’oriente vers l’étatisation du SNVT. En outre, Cardijn craint une ingérence allemande. Lorsque, le 30 novembre 1940, un arrêté des secrétaires généraux établit un "Vrijwillige Arbeidsdienst voor Vlaanderen" et un "Service volontaire du travail pour la Wallonie", presque tous les jocistes se retirent du SNVT. Mais après l’analyse des historiens, redonnons la parole à Michel, l’acteur de terrain : « En tout cas, du côté de van Overstraeten, disant parler d’ailleurs au nom du palais, il y avait une sympathie manifeste à l’endroit de l’initiative en question. J’ai dit à van Overstraeten qu’en tout cas nous étions opposés et que nous prendrions toutes les mesures pour essayer de faire rater la continuation de cette affaire. »
Mais passons du général van Overstraeten à Léopold III, car Victor Michel le rencontra en 1942 après que la JOC ait mis fin à sa participation au Service National des Volontaires du Travail et que se manifestaient les premiers signes d’organisation du travail obligatoire : « J’ai été convoqué chez sa Majesté le roi Léopold III qui m’a dit qu’il voyait avec sympathie cet effort (le SNVT) et nous en avons  parlé tout à fait ouvertement. Je lui ai dit : "Moi, en tout cas, j’estime que nous devons veiller à ne pas nous laisser entraîner dans ce genre de réalisation, et que notre devoir est de soutenir les jeunes qui résistent au travail obligatoire. Évidemment, nous devons à la fois soutenir tous ceux qui ne veulent pas partir, mais nous devons en même temps aider moralement et soutenir par tous les moyens possibles ceux qui sont forcés de partir ; car tout le monde ne peut pas échapper. Donc, nous organisons également le soutien, la résistance et  l’action à l’intérieur des camps en Allemagne". Nous avons eu une conversation assez longue et assez positive, mais mon impression est que sur le fond nous n’étions pas d’accord ».
Victor Michel passe ensuite à la description brève, mais pertinente et complète, de l’action de Socrate-Scheyven, qui allait devenir un frère dans la Résistance et la vie. Et à titre de conclusion, ce jeune travailleur né en 1915, autodidacte, lâche une salve de bon sens beaucoup moins neutre que celle de Scheyven, le jeune banquier né en 1911, à propos des bailleurs de fonds de l’emprunt Socrate : « Aussi curieux que cela paraisse aujourd’hui, évidemment cet emprunt a été contracté principalement auprès des gens qui collaboraient avec les Allemands ! (mais nous sommes déjà en 1943 et 44). C’étaient les seuls qui pouvaient dire : "Voilà, moi j’avance un million ou deux millions…". C’étaient les seuls qui n’avaient pas de contrôle si serré que les Allemands soient en défiance. Or dans chaque banque, il y avait un Verwaltung (un agent administratif contrôlant l’application des objectifs économiques et politiques national-socialistes), il y avait un surveillant. Donc les banques elles-mêmes étaient très surveillées. Mais les affaires l’étaient moins. C’est ainsi qu’un certain nombre de gens qui ont contribué à construire le mur de l’Atlantique, d’autres qui fabriquaient des armes, d’autres encore qui étaient dans les grandes affaires de la sidérurgie ou de l’électricité ou n’importe, eh bien, ce sont ces gens-là qui ont contribué à fournir les moyens à la Résistance, sous le couvert du gouvernement belge. Moi, j’étais donc en rapport avec Scheyven qui a été un des animateurs, un des responsables de cette affaire. C’est par lui d’ailleurs que nous avions l’argent pour aider nos groupes de résistance et tous les jeunes qui échappaient au travail obligatoire. Dans tout cela, j’avais le contact avec Cardijn ; mais nous étions les deux à pouvoir échanger sur ces questions. Il n’en était jamais fait mention dans aucune réunion, ni rien, parce que c’était absolument trop dangereux, et c’était assez d’être compromis sans compromettre les autres. ».

### Intégration de la Jeunesse ouvrière chrétienne dans le réseau Socrate
À la suite du décret du 6 octobre 1942 promulguant le travail obligatoire, les représentants des organisations ouvrières chrétiennes impliquées dans l’aide aux réfractaires adressèrent une lettre commune au cardinal Van Roey dans laquelle ils proposèrent de fusionner toutes les initiatives existantes en une seule. Le cardinal accepta et ce fut la création fin décembre 1942 de l’ATE (Aide aux Travailleurs à l’Etranger – HAV Hulp aan Arbeiders in den Vreemde). L’ATE n’était en fait que la partie visible de l’iceberg, car à côté de cette structure d’aide morale et religieuse assez neutre existait déjà une autre structure  engagée dans la résistance dès la première heure:  l’ATR – Aide aux Travailleurs Réfractaires – qui tirait sa substance, entre autres, du réseau jociste tant francophone que néerlandophone. La JOC, en raison du jeune âge de ses membres et de l’aggravation de la déportation était amenée à plonger sans cesse davantage dans la clandestinité. C’est en quelque sorte par le biais notamment de la JOC que la « résistance » des institutions nationales (en ce compris la résistance timide de l’Église) passa à « la résistance de la société civile proprement dite concrétisée par les capacités d’aide qu’elle put fournir au peuple réfractaire ». En d’autres termes, l’ATE servait de couverture à une organisation clandestine, l’ATR, où Victor Michel jouait un rôle prépondérant depuis sa sortie de la prison de Saint-Gilles en septembre 1942.  Sous surveillance permanente, Michel était entré définitivement en clandestinité où il fut contacté le 6 septembre 1943 par Claudius-de Liedekerke et Tybalt -Wendelen qui le mirent en contact avec Socrate-Scheyven. Une première tranche de 300.000 frs lui fut remise et la structure jociste fut dès ce moment associée étroitement au réseau Socrate. Henri Pauwels, président de la Confédération des syndicats chrétiens (CSC) qui était devenue une organisation clandestine, fut désigné pour faire partie du comité national "Socrate ". Victor Michel également membre du comité national devint pour l’ensemble de la Wallonie, le responsable du transfert des fonds du réseau Socrate pour l’aide aux réfractaires et à d’autres réseaux de résistance. Les 17 aumôniers régionaux de la JOC reçurent la responsabilité  dans le réseau Socrate de répartir les fonds à la base. Michel transféra, en outre, chaque mois des fonds à la résistance armée. C’est au péril de sa vie qu’il a distribué des sommes importantes. Tout au long de cette période, Victor Michel garda le contact avec Cardijn ; ils étaient les deux seuls à pouvoir échanger sur la provenance des fonds, les besoins à rencontrer et les questions relatives aux activités du réseau Socrate au sein de la JOC, dont il n’était jamais fait mention dans aucune réunion pour éviter toute fuite et pour ne pas compromettre d’autres personnes. La JOC continua cependant à former un secteur autonome du réseau Socrate qui, jusqu’à la libération, put secourir quelque 8800 réfractaires en distribuant environ 28 millions de francs belges. Elle payera cependant très cher l’engagement de ses membres dans les actions de résistance et de solidarité.   En octobre 1944,  56 dirigeants jocistes et aumôniers  étaient en camps de concentration, 36 n'en reviendront pas. Parmi ces 36, on dénombre les deux fondateurs laïcs de la JOC, Fernand Tonnet et Paul Garcet. Seize autres seront fusillés en Belgique ; 14 mourront au combat dans la Résistance armée et deux dans les rangs de la Brigade Piron.

## Bilan de l’action du Réseau Socrate
La réussite du réseau Socrate tient essentiellement aux efforts combinés des organisations sur lesquelles Scheyven-Socrate décida fort intelligemment de s’appuyer en excluant tout monopole d'une organisation de résistance sur les autres. C’est grâce à ses multiples ancrages dans la société civile belge que le réseau Socrate réussit à atteindre la majorité des réfractaires au travail obligatoire en Allemagne. Certains historiens vont plus loin : ce choix délibéré de Socrate a stimulé les négociations menées clandestinement par les représentants syndicaux et patronaux engagés dans le réseau, qui ont conduit à la conclusion d’un « Avant-projet de solidarité sociale », base du Pacte Social de l’après-guerre. Mais cette partie de l’histoire sociale de la Belgique doit encore être écrite. Encore faudrait-il, d’abord, que l’histoire tissée par les grands anciens du réseau Socrate soit connue des citoyens d’un petit royaume chroniquement secoué par sa quête d’identité.
Une chose est historiquement certaine : les efforts soutenus, les risques considérables encourus, les sacrifices consentis, le courage et la bonne volonté déployés par les résistants à tous les niveaux du réseau Socrate ont fait de cette organisation clandestine une sorte de Conseil national belge de la Résistance, et a auréolé bien discrètement son chef, Raymond Scheyven, à l'instar de Jean Moulin en France, du titre d’unificateur des mouvements belges de résistance. La morne désespérance de la trahison, l’épreuve absolue de la torture et le sacrifice ultime de la mort lui ayant été cependant épargnées. Elargir cette analogie est d’autant plus pertinent que « Ce sont les risques courus et les sacrifices consentis qui ont placé la Belgique sur le pied d’une nation combattante. Ce sont les succès de missions telles que celles accomplies par les membres dévoués et désintéressés du réseau Socrate qui ont permis qu’un représentant officiel anglais puisse dire un jour à la B.B.C. que c’était en Belgique que la résistance avait été la plus réussie. »

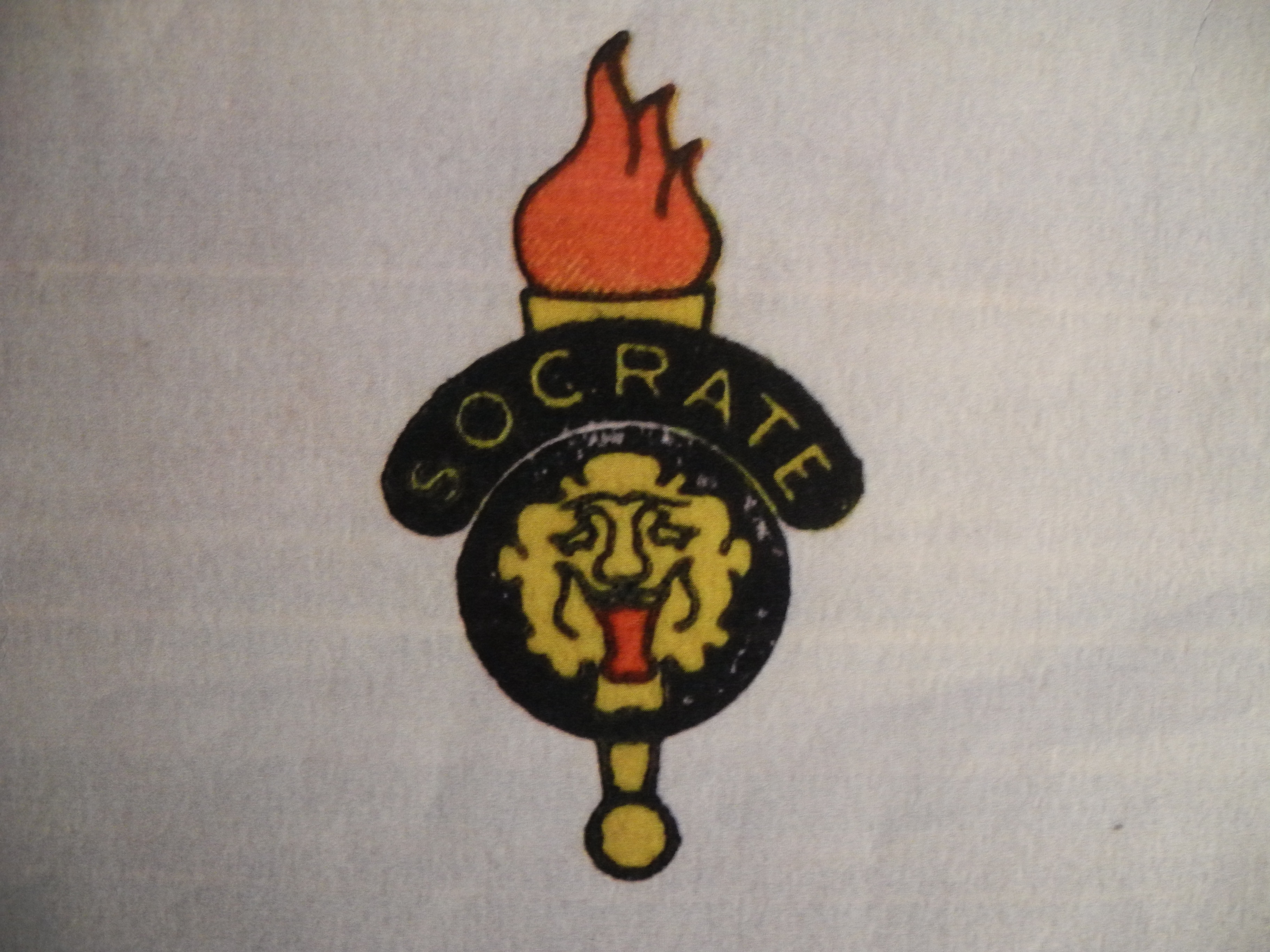
Insigne du réseau Socrate.